# Traktorne, Solone
Traktorne (în ucraineană Тракторне) este un sat în comuna Moprivske din raionul Solone, regiunea Dnipropetrovsk, Ucraina.

## Demografie
Componența lingvistică a localității Traktorne
     Ucraineană (90,91%)
     Rusă (9,09%)
Conform recensământului din 2001, majoritatea populației localității Traktorne era vorbitoare de ucraineană (90,91%), existând în minoritate și vorbitori de rusă (9,09%).